# Cranbrook (Australia Occidentale)
Cranbrook è una città localizzata nella parte meridionale dell'Australia Occidentale, 320 km a sud di Perth. Fondata alla fine del XIX secolo lungo il percorso della Great Southern Railway (la principale ferrovia dello Stato), al censimento del 2006 contava una popolazione di 280 abitanti.